# Tymosz Chmielnicki
Tymosz Chmielnicki, Tymofiej, Timofiej, często zdrobniale lub pogardliwie Tymoszka lub Cimoszka Chmielnicki; ukr. Тиміш Хмельницький (ur. 1632, zm. 15 października?/25 października 1653 w Suczawie) – dowódca kozacki, syn Bohdana, starszy brat Jerzego.
Ojciec wiązał z nim duże nadzieje i od najmłodszych lat przygotowywał go zarówno do służby wojskowej, jak i pracy z dokumentami. W 1648 roku był członkiem poselstwa do Bakczysaraju, gdzie układał się przeciw Rzeczypospolitej. W początkach powstania Chmielnickiego sprawował godność setnika, brał udział w szeregu bitew. W 1652 roku jego ojciec próbował zaaranżować mu ożenek z Rozandą Lupu, córką hospodara Mołdawii Bazylego (Wasyla) Lupu. Obawa przed reakcją Rzeczypospolitej spowodowała, że hospodar odmówił ręki córki synowi hetmana kozackiego, prosząc przy tym Rzeczpospolitą o obronę. Sprowokowało to kampanię 1652 roku, zakończoną oblężeniem Kamieńca Podolskiego i bitwą pod Batohem. Pod wrażeniem polskich klęsk hospodar ugiął się i do ożenku wreszcie doszło. Plany dynastyczne ojca, które i tak nie przysparzały Chmielnickim zwolenników wśród kozactwa, stały się przyczyną zguby syna; Tymofiejowi wkrótce przyszło bronić tronu teścia. Na czele odsieczy przedarł się do oblężonej Suczawy, ale został ranny i wkrótce zmarł. Jego zwłoki przewieziono do rezydencji ojca w Subotowie, gdzie został pochowany.